# ابوباکری کانته
ابوباکری کانته (انگلیسی: Aboubakary Kanté؛ زادهٔ ۱۱ اوت ۱۹۹۴) بازیکن فوتبال اهل فرانسه است.
از باشگاه‌هایی که در آن بازی کرده‌است می‌توان به باشگاه فوتبال پاریس اف سی اشاره کرد.
احتمال حضور او در پرسپولیس وجود دارد.
وی همچنین در تیم ملی فوتبال گامبیا بازی کرده‌است.